# Horn András (irodalomtörténész)
Horn András Jenő (Budapest, 1934. február 11. – 2021. május 7.) magyar származású svájci irodalomtörténész, egyetemi tanár.

## Életpályája
Horn Zoltán (1900–1970) belgyógyász, egyetemi tanár és Erős Anna (1904–1983) gyermek-idegszakorvos fiaként született. Felsőfokú tanulmányait az Eötvös Loránd Tudományegyetemen végezte, ahol 1956-ban angol–magyar szakos tanári diplomát szerzett. A következő év elején Bázelben telepedett le. 1960-ban a Bázeli Egyetemen anglisztikából, filozófiából és pszichológiából doktorált. 1960 és 1997 között a város egyik gimnáziumának angol, illetve filozófiatanára volt. 1977 és 2004 között a Bázeli Egyetemen először magántanárként, 1983 után rendkívüli tanárként irodalomelméletet, összehasonlító irodalomtudományt, magyar nyelvet és irodalmat, valamint magyar történelmet tanított.

## Díjai, elismerései
- Bázel város tudományos díja (1991)[2]